# پاستای هسته‌ای

مقطع ستاره نوترونی

دراخترفیزیک و فیزیک هسته‌ای، پاستای هسته‌ای نوعی نظری از ماده منحط است که فرض می‌شود در پوسته ستاره نوترونی وجود دارد. اگر وجود داشته باشد، ماکارونی هسته ای قوی‌ترین ماده در جهان خواهد بود.

## تشکیل
ستاره نوترونی به عنوان بقایای ستارگان پرجرم پس از یک رویداد ابر نواختر شکل می‌گیرد. ستارگان نوترونی بر خلاف ستاره مولد خود از پلاسمای گازی تشکیل نشده‌اند. در عوض، جاذبه گرانشی شدید جرم فشرده بر فشار انحطاط الکترون غلبه می‌کند و باعث می‌شود که گرفتن الکترون درون ستاره رخ دهد.  نتیجه یک توپ فشرده از ماده تقریباً خالص نوترونی با پروتون و الکترون پراکنده‌است که فضایی چند هزار برابر کوچکتر از ستاره مولد را پر می‌کند.
در سطح، فشار به اندازه‌ای کم است که هسته‌های معمولی، مانند هلیوم و آهن می‌توانند مستقل از یکدیگر وجود داشته باشند و به دلیل دفع کولن متقابل آنها با هم له نشوند. در هسته، فشار آنقدر زیاد است که این دافعه کولن نمی‌تواند تک تک هسته‌ها را پشتیبانی کند، و نوعی از ماده فوق چگال، مانند پلاسمای کوارک-گلئون نظریه‌پردازی شده، باید وجود داشته باشد.
وجود جمعیت کوچکی از پروتون‌ها برای تشکیل ماکارونی هسته ای ضروری است. جاذبه هسته ای بین پروتون و نوترون بیشتر از جاذبه هسته ای دو پروتون یا دو نوترون است. مشابه نحوه عملکرد نوترون‌ها برای تثبیت هسته‌های سنگین اتم‌های معمولی در برابر دافعه الکتریکی پروتون‌ها، پروتون‌ها برای تثبیت فازهای ماکارونی عمل می‌کنند. رقابت بین دافعه الکتریکی پروتون‌ها، نیروی جاذبه بین هسته‌ها و فشار در اعماق مختلف ستاره منجر به تشکیل ماکارونی هسته‌ای می‌شود.